# Санкт-Петербургская психиатрическая больница специализированного типа с интенсивным наблюдением
Санкт-Петербу́ргская психиатри́ческая больни́ца (стациона́р) специализи́рованного ти́па с интенси́вным наблюде́нием (федеральное казённое учреждение «Санкт-Петербургская психиатрическая больница (стационар) специализированного типа с интенсивным наблюдением» Министерства здравоохранения Российской Федерации, СПбПБСТИН) — одна из восьми имеющихся в России психиатрических больниц федерального подчинения, предназначенных для лечения и реабилитации психически больных лиц, совершивших общественно опасные деяния в состоянии невменяемости и освобождённых от уголовной ответственности по решению суда.

## История
Годом основания СПбПБСТИН следует считать 1951 год, когда в соответствии с приказом министра внутренних дел С. Н. Круглова была организована Ленинградская специальная психиатрическая больница тюремного типа МВД СССР.

### Дореволюционный период
Для созданной в 1951 году психиатрической больницы было использовано здание бывшей женской тюрьмы, построенной в Петербурге в 1885—1890 годах на Выборгской стороне, в местности, носившей название «Куликово поле». Ещё в 1870-х годах Санкт-Петербургской городской думой по представлению Комиссии по устройству тюремной части был выделен участок городской земли площадью 4800 кв. саженей для Министерства внутренних дел. В 1882 году Главное тюремное ведомство приобрело ещё 6000 кв. саженей земли для того, чтобы построить для сотрудников тюрьмы жилые здания. При передаче земель тюремному ведомству Городской управой было оговорено условие, что эти земли не будут употребляться для другого назначения. Тем не менее строительство началось через три с лишним десятилетия и проводилось под личным председательством начальника Главного тюремного управления С. С. Хрулёва. Производителем работ состоял архитектор Главного тюремного управления академик архитектуры А. Г. Трамбицкий.
Выстроенная женская тюрьма насчитывала 816 общих, 123 одиночных, 79 больничных камер и мастерские общей площадью 426,49 кв. саженей; при тюрьме существовала также доходная прачечная.
В настоящее время комплекс зданий Санкт-Петербургской женской исправительной тюрьмы (архитекторы А. О. Томишко, К. Я. Маевский) охраняется государством в качестве памятника архитектуры (вновь выявленного объекта культурного наследия) — № 726 в списке.

### Советское время
6 января 1918 года все учреждения, подведомственные Главному управлению местами заключения вместе с принадлежащими им зданиями, в том числе и Петроградская женская тюрьма, были переданы в ведение Тюремной коллегии при Народном комиссариате юстиции РСФСР. Одновременно соматическая больница, тогда ещё многопрофильная, которая располагалась на территории тюрьмы, перешла в распоряжение Наркомздрава. Такое положение дел сохранялось до 1932 года, пока больница тоже не была переведена в тюремное ведомство.

### Создание психиатрической больницы. 1950-е годы
Первые пациенты для принудительного лечения стали поступать в специально отведённый корпус стационара ещё в 1948 году. К 1951 году, когда Ленинградская специальная психиатрическая больница тюремного типа стала официально существовать, их было уже около 250 человек.
Режим и облик Ленинградской спецпсихбольницы был вполне тюремным: вышки и стена с натянутой поверху колючей проволокой, охрана МВД и овчарки на территории, запертые камеры с решётками, отсутствие свиданий с родственниками. Отсутствовала возможность обращаться с жалобами в правительственные органы; в одной камере находились как здоровые, так и психически тяжело больные люди. До 1954 года в Ленинградской специальной больнице не применялись такие необходимые медикаменты, как пенициллин, стрептомицин, витамины.
Тем не менее режим в Ленинградской психбольнице был всё же намного мягче, чем в любой из тюрем сталинского времени. Камеры днём открывались, соседи могли беспрепятственно общаться. Начиная с 1953 года режим стал постепенно смягчаться: убрали вышки, прожектора; начал увеличиваться штат медработников. Однако, в отличие от тюрем, в Ленинградской психбольнице использовались жёсткие «лечебные» меры: инсулинокоматозная терапия, внутримышечные инъекции раствора очищенной серы (сульфозин), влажные укрутки.
Первым начальником больницы был назначен старший лейтенант юстиции А. А. Малышев. Он не имел никакого отношения не только к психиатрии, но и к медицине вообще, однако, по воспоминаниям персонала, работавшего в то время, был человеком неординарным, «по наитию» чувствовавшим идеи нестеснения психически больных. На первых порах, когда даже медперсонал предпочитал общаться с больными через глазки в камерах и «кормушки», он лично выводил пациентов с самым разнообразным инструментом для работ по благоустройству территории, озеленению, оборудованию прогулочных двориков и т. п.
В это же время были организованы лечебно-трудовые мастерские на 150 посадочных мест, которые наряду с выполнением своей основной функции — реабилитации психически больных давали ещё и неплохую прибыль. В первые два года существования больницы были организованы аптека, рентгенологический и стоматологический кабинеты, клиническая и биохимическая лаборатория, физиотерапевтический кабинет — фактически создана базовая инфраструктура, которая с некоторой модернизацией существует по настоящее время.
С первых дней существования и до 1988 года в своей деятельности больница руководствовалась инструкцией «О порядке принудительных мер медицинского характера в отношении психических больных, совершивших общественно опасные деяния». В соответствии с ней все больные, находящиеся на принудительном лечении, не реже одного раза в течение шести месяцев осматривались Центральной судебно-психиатрической комиссией (ЦСПЭК), в состав которого входили ведущие специалисты НИИ им. В. П. Сербского.
Консультантами больницы в разные годы являлись известные психиатры города: профессора Н. Н. Тимофеев, Е. С. Авербух, И. Ф. Случевский, Ф. И. Случевский, Б. А. Лебедев и др.

### Дальнейшая история больницы. Политические злоупотребления психиатрией
В 1959 году начальником больницы был впервые назначен врач — майор медицинской службы Прокопий Васильевич Блинов. К этому периоду времени организационный этап работы в целом был завершён, и большее внимание стало уделяться собственно медицинской работе. Были перепрофилированы отделения больницы. Схематично их разделили на несколько блоков: 2 приёмных отделения, 3 отделения для проведения активной терапии («лечебные» отделения), 3 отделения со строгим ограничительным режимом для больных, склонных к агрессии и побегам, 1 отделение для лечения соматических больных, а также отделение реабилитации.
Особенно большое значение в 1960-х годах уделялось реабилитационной работе. Несмотря на отсутствие единой программы, в реабилитационном отделении действовали «кружки по интересам»: литературный, музыкальный, биологический и др. Работой в них руководили медсёстры, при этом применялись методы групповой и индивидуальной психотерапии, психодрама Морено, функционировала вечерняя общеобразовательная школа.
Закрытость больницы в те годы не позволяла общественности знать о проводимой в ней работе. Зато широкий резонанс, особенно на Западе, имели случаи поступления на принудительное лечение диссидентов. Среди них были такие правозащитники, как Александр Есенин-Вольпин (1949—1950), Михаил Нарица (1961—1964), Владимир Буковский (1963—1965), Пётр Григоренко (1964—1965), Виктор Файнберг (1969—1973), Владимир Борисов (1965—1968, 1969—1973) и другие.
История больницы знает пример и противоположного рода: так, с мая 1955 по январь 1957 года в больнице наблюдался и «лечился» бывший генерал КГБ СССР Павел Судоплатов, арестованный ещё в июле 1953 года и симулировавший с 1954 года психическое расстройство с целью избежать участи многих соратников Л. П. Берии.
В начале 1970-х годов вышла директива 22-с МВД СССР, предусматривавшая приведение условий содержания в больницах специального типа к условиям содержания в психиатрических стационарах общего типа. В больнице были устранены многие тюремные атрибуты, повышены нормы питания, нормы обеспечения мягким инвентарём, расширены рамки внутреннего распорядка, а пациентам разрешили пользоваться домашней одеждой. Новый начальник больницы В. А. Острецов организовал строительство нового трёхэтажного корпуса лечебно-трудовых мастерских. Это позволило увеличить число посадочных мест в них до 350, а также изменить структуру производства. Так, наряду с традиционным швейным и картонажным цехами был создан цех по производству динамиков передвижных киноустановок. Для этой работы с пациентами привлекались специалисты Ленинградского оптико-механического объединения.
Санитарами в 1970-х годах (во время расцвета политических злоупотреблений психиатрией) в Ленинградской спецпсихбольнице работали уголовники — в основном осуждённые по 206 статье УК (хулиганство) и 77 статье (незаконные валютные операции), набранные из числа обычного тюремного контингента для принудительной работы в специальных больницах. В качестве мер наказания по отношению к «пациентам» применялись влажная укрутка по два часа ежедневно в течение 1—2 месяцев (под укруткой в спецпсихбольницах обычно подразумевалось закручивание непокорных мокрыми полотенцами или простынями, которые, высыхая, нестерпимо сжимали тело); лишение свиданий, прогулок, работы; инъекции сульфозина; избиение санитарами и корпусными.
Владимир Буковский в своём заявлении Вильяму Коулу, корреспонденту американской телевизионной компании «Коламбия Бродкастинг Корпорейшн», утверждал:
Больше половины заключённых Ленинградской СПБ — убийцы и люди, совершившие другие тяжёлые преступления в состоянии невменяемости, то есть люди действительно больные. Остальная часть — политические заключённые, инакомыслящие, для которых не находится статьи в уголовном кодексе, которых нет возможности наказать иначе, чем вот таким способом…
По свидетельству В. И. Файнберга, в Ленинградской СПБ были запрещены обращения в вышестоящие органы, прокуратуру по надзору и т. п., запрещены были любые жалобы, в том числе кассационные, и свидания с адвокатами. Избиения больных санитарами происходили при попустительстве медсестёр и врачей и в некоторых случаях приводили к увечьям. Обычным было воровство продуктов, получаемых пациентами от родственников в посылках и передачах; иногда санитары вымогали продукты у пациентов. Питание — значительно хуже, чем в больнице обычного типа; продукты, выписывавшиеся пациентами в ларьке за свой счёт, часто не соответствовали своей цене и по качеству, и по сортности. Прогулка — 1 час в день в течение 9 месяцев и 1 час 45 минут в день в летнее время; одно свидание в месяц, длящееся 1 час, притом только с близкими родственниками; 2 передачи или посылки в месяц весом до 5 кг; письма 2 раза в месяц, причём переписка — лишь с близкими родственниками. Некоторым пациентам свидания и переписка воспрещались. Срок пребывания в больнице в среднем составлял 4—5 лет; многие находились в Ленинградской СПБ 7—9, а иногда и более 10 лет.

## Современность
Более существенные изменения в деятельности больницы произошли в 1989 году после передачи её в ведение Минздрава Российской Федерации с оставлением функции охраны за МВД и принятием Закона РФ «О психиатрической помощи и гарантиях прав граждан при её оказании». С принятием новых нормативных документов в 5 раз увеличилось количество штатных единиц, непосредственно работающих с пациентами. Введены должности психологов, психотерапевтов, юристов и социальных работников. Поскольку, как показала практика, лишь треть больных нуждается в активной терапии, около трети в поддерживающей, а около трети пациентов не требуется никакого психофармакологического лечения, был организован реабилитационный блок, в который вошло три отделения и группы по 40—50 пациентов в трёх лечебных отделениях.
Не менее существенным изменением, наступившим в 1989 году, оказалось выведение охраны из состава больницы и переподчинение её Управлению исполнения наказаний Министерства внутренних дел (с 1998 года — Министерства юстиции). В результате численность охраняющих больницу была сокращена в два раза, а в 2002 году охрана была окончательно выведена из стационара и оставлена только по периметру объекта, с постов в коридорах были демонтированы «тревожные кнопки». Это привело к трагическим инцидентам на территории больницы. С конца 2000-х годов предпринимаются технические меры по усилению безопасности персонала и пациентов.